# Mucuchíes (perro)
El mucuchíes es una raza de perro originaria de Venezuela que debe su nombre a la población de Mucuchíes en Mérida. Es reconocido oficialmente como perro nacional de Venezuela desde 1964 y no está reconocido por la Federación Cinológica Internacional.
En 2023 la Federación Canina de Venezuela (FCV) certificó nueve ejemplares de un criadero de mucuchíes como ejemplares de raza pura en un documento donde se constata que son la única raza originaria de ese país.

## Historia

### Relevancia histórica

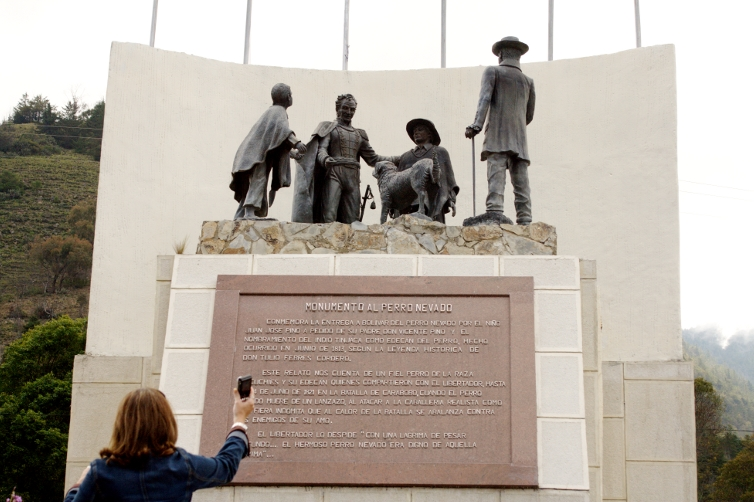
Vista de un monumento al perro Nevado, representando la entrega de esta raza a Simón Bolívar.

Su importancia en la historia venezolana surgió después de que el prócer Libertador Simón Bolívar llegara a la población de Mucuchíes, en los Andes venezolanos del estado Mérida, durante su travesía en la Campaña Admirable y adoptara un ejemplar de esta raza.
Según archivos encontrados, Simón Bolívar en una de sus visitas a los Andes, más exactamente en San Rafael de Mucuchíes, se encontró con un campesino que le dio albergue. Bolívar se impresionó por el porte y la belleza de un perro que tenía el campesino. Al continuar con su viaje al día siguiente el campesino en un gesto de cariño y le regaló el canino, bautizado por el prócer como Nevado, el cual desde entonces lo acompañaba y llevaba en sus largos viajes y siempre se mantenía al lado del prócer durante los encuentros campales, pero lo que realmente lo hizo famoso fue que en unas de sus batallas, Simón Bolívar iba a ser atacado por la espalda y el perro embistió a atacante produciéndole heridas de muerte. Desde entonces y según la historia se adoptó como raza nacional de Venezuela.[cita requerida]

### Proyectos de preservación

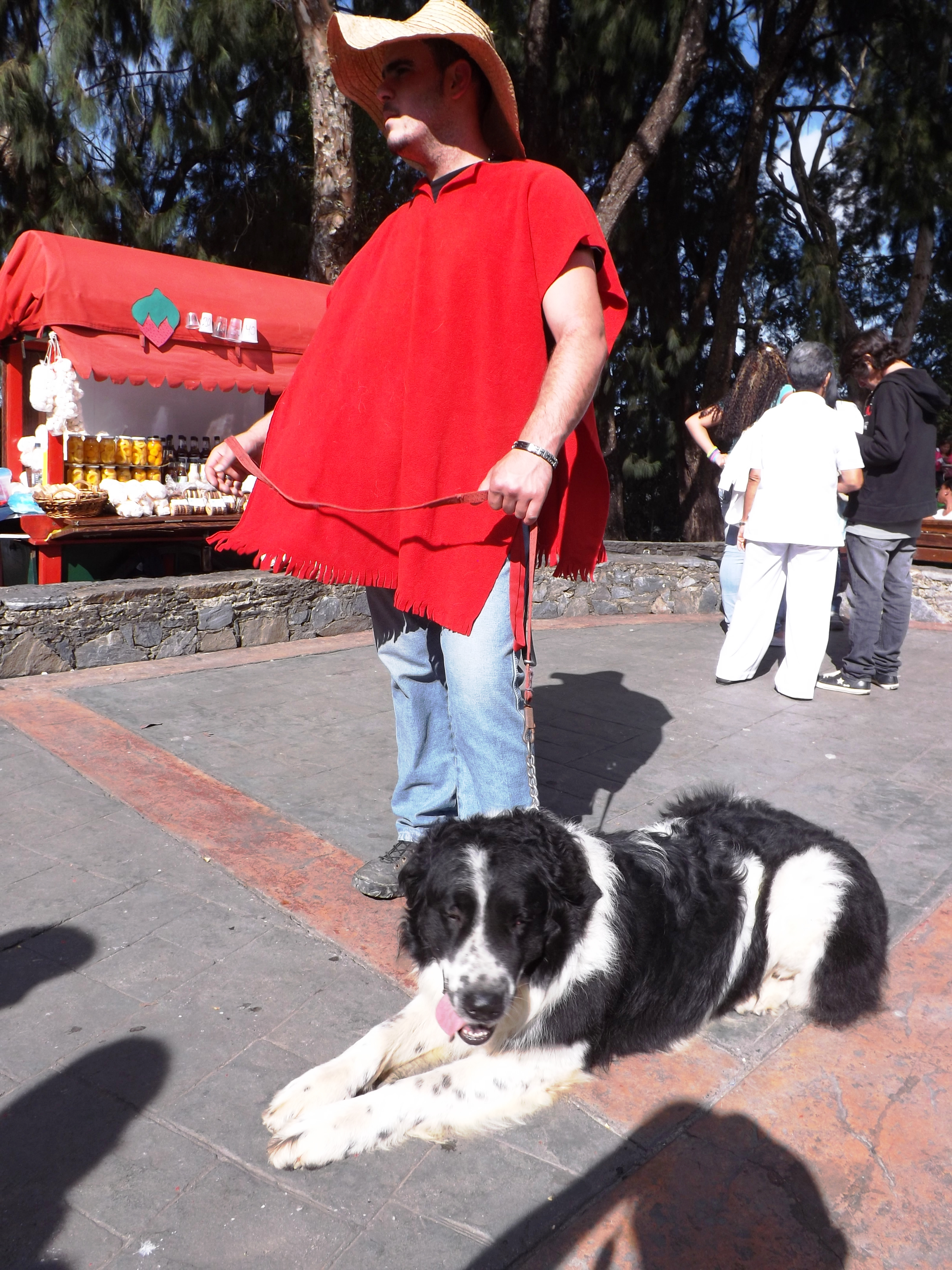
Ejemplar de un mucuchíes en el Waraira Repano (Caracas), sitio especializado en su conservación.

Para 1926-1927 el mucuchíes era encontrado en toda Venezuela. Después de la amplia distribución de la raza, su pureza y calidad estuvo en un serio decline durante la primera parte del siglo XX.
En 1961 fue creado un club con el fin de preservar la raza llamado la Sociedad de Amigos de los Perros Mucuchíes, quienes promovieron la iniciativa para que fuese declarado oficialmente perro nacional de Venezuela, lo cual ocurrió el 31 de agosto de 1964. Aun así el club desapareció, poniendo en un futuro incierto a este perro.[cita requerida]

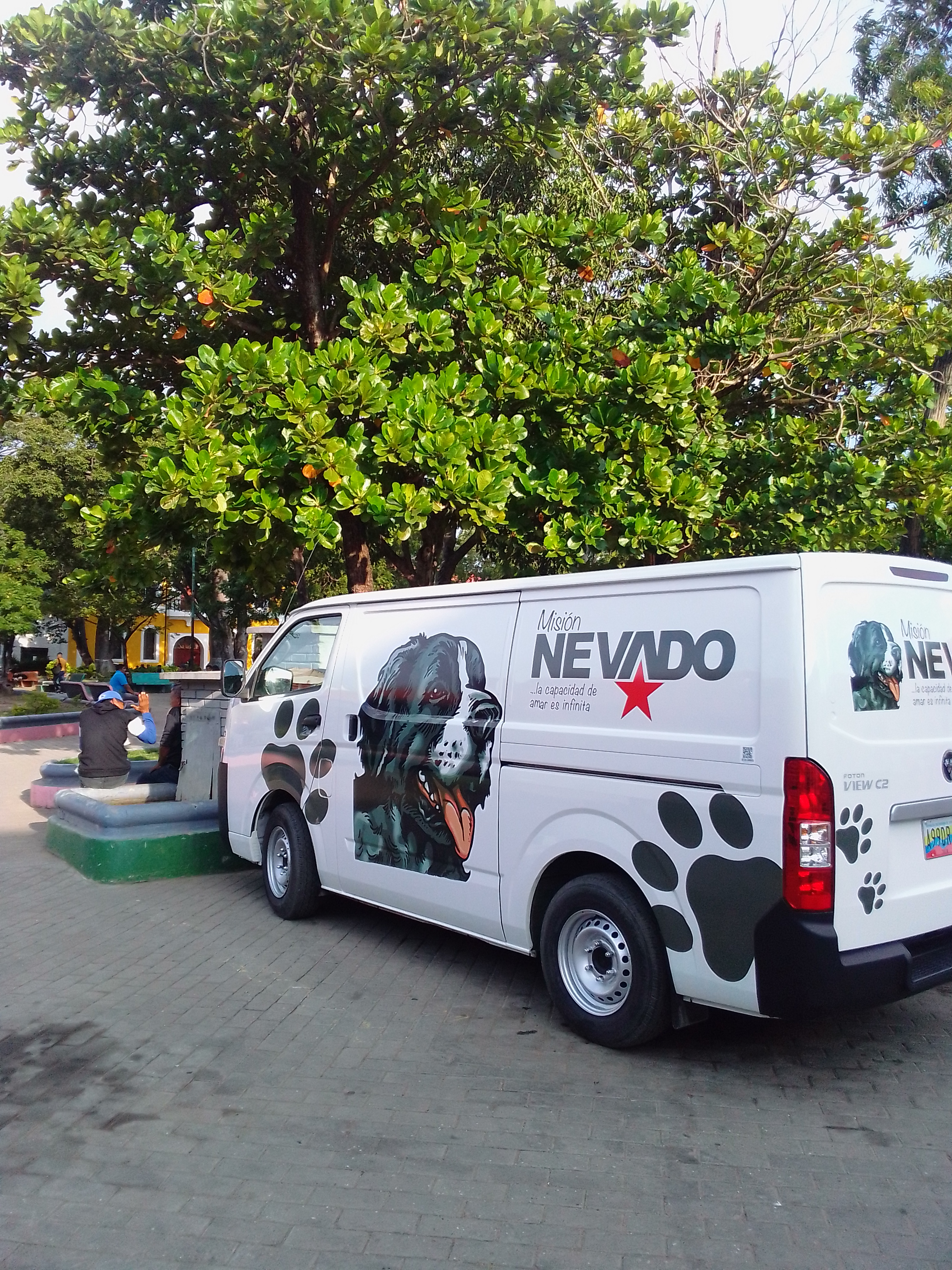
Vehículo de la Misión Nevado

En 2008, con el propósito de preservar la raza canina nacional, el Ministerio del Poder Popular para el Turismo, liderado en ese entonces por Titina Azuaje, aprobó crear la Fundación Nevado (Funev), que contaría con seis de estos perros, los cuales serían trasladados al Sistema Teleférico Warairarepano en el parque nacional El Ávila, donde se dan unas condiciones ambientales similares a las montañas de los Andes. Esta idea fue propuesta por Walter Demendoza, quien escribió una carta al entonces presidente Hugo Chávez, recibiendo apoyo inmediato del Gobierno nacional.
En 2013 la entonces Fundación Nevado se convierte en Misión Nevado bajo instrucciones del presidente Nicolás Maduro, ampliando su cobertura para la atención veterinaria generalizada y la promoción de adopción de animales en situación de abandono.
Según el licenciado en Historia Rubén Alexis Hernández, en diciembre de 2013 fue creada la Misión Nevado, cuyos objetivos fundamentales en el caso de la raza canina mucuchíes serán su rescate, preservación, y reconocimiento posterior por la Federación Canina de Venezuela (FCV) y por la Federación Cinológica Internacional (FCI). A partir del 2014 se encargó de la administración, junto con la FUNEV, de los criaderos de Caracas y de Mérida, y desde el 2017 lo hace de forma única. La Misión Nevado lleva a cabo el denominado Plan de Preservación del perro Mucuchíes, consistente en varios aspectos claves de cara a la recuperación y al bienestar de la raza, al aumento de la población de ejemplares puros y a su reconocimiento pleno a escala nacional e internacional. Para ello cuenta no sólo con los criaderos de las ciudades de Caracas y Mérida, sino con la participación de algunos criadores del páramo merideño.[cita requerida]
Igualmente señala Hernández, que el 30 de agosto de 2021 la raza de origen andino-merideña fue reconocida de forma inicial por la Federación Canina de Venezuela, al ser registrado oficialmente el primer can de dicha raza, de nombre Simón de Nevado.[cita requerida]

## Apariencia

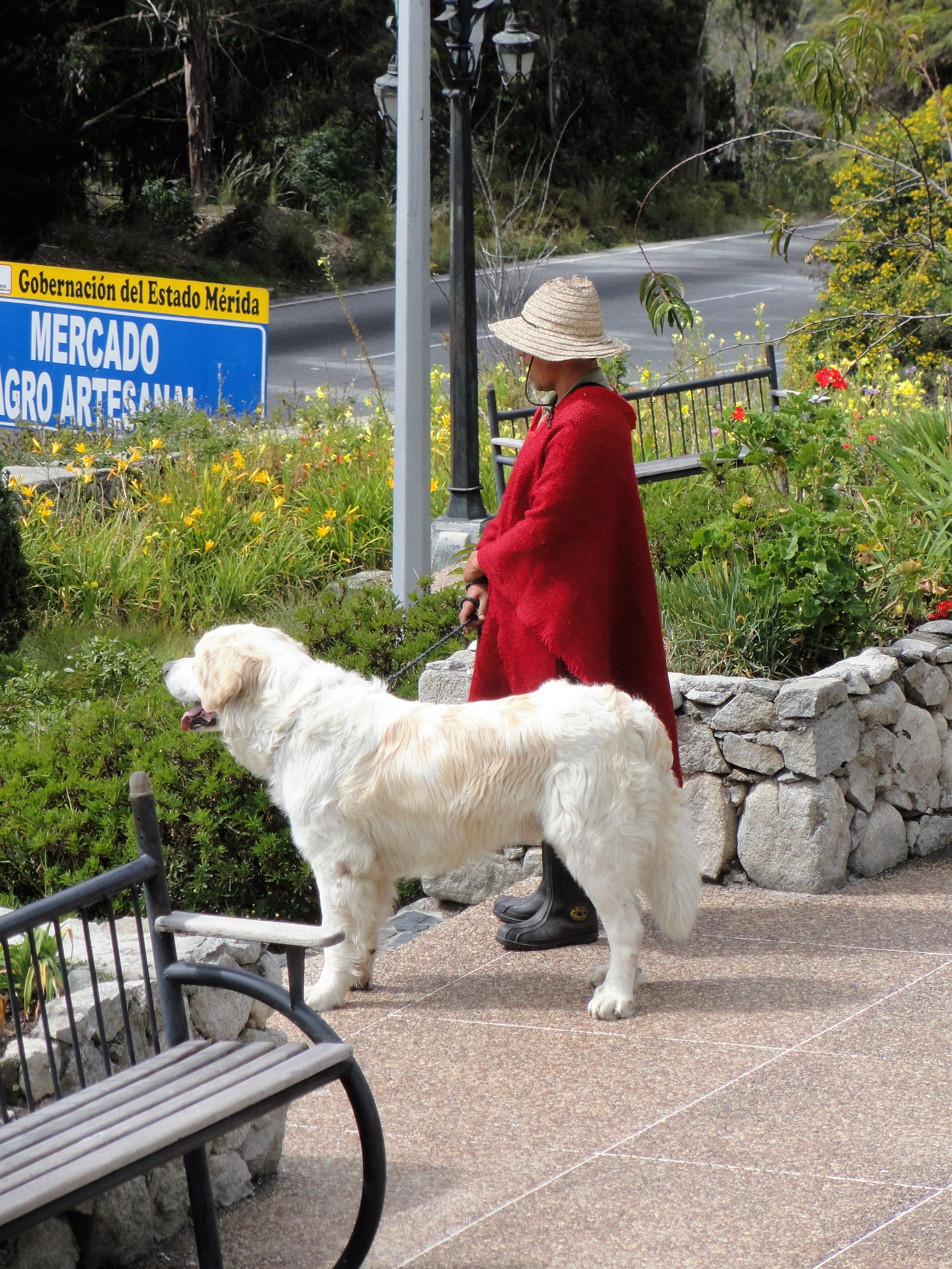
Ejemplar de mucuchíes en Mérida

Es un perro de gran tamaño, de constitución robusta, como todo perro de montaña, de aspecto muy agradable y de cierta imponencia, ojos pardos de bondadosa expresión, aunque es un animal de gran energía y a pesar de tener desarrollado el instinto de vigilancia, que le mantiene siempre en estado de alerta, es de movimientos pausados y seguros, como corresponde a su fuerte contextura.
- Color: completamente blanco, blanco con manchas en variados tonos de color miel y blanco con manchas negras. Las manchas rojas o rojizas, manchas grises, el color canela con manchas blancas o el color negro con manchas blancas son considerados defectos.

- Tamaño: miden entre 55,9 a 71,1 cm (22 a 28 pulgadas).

- Peso: para los ejemplares adultos el peso debería ser de 33 a 50 kg para el macho y de 30 a 37 kg para la hembra.

- Cabeza: larga, de forma cuneiforme (triangular), de 20 a 23 cm desde la protuberancia occipital externa hasta la punta de la trufa (nariz); frente redondeada, surcos del entrecejo ligeramente arrugados.

- Orejas: medianas, de forma triangular pero redondeadas en las puntas, colocadas ligeramente más arriba de la línea paralela de los ojos, ceñidas a la cabeza y las que solo levanta en reacciones de atención o alerta.

- Ojos: oblicuos, color pardo, muy expresivos con párpados muy bien pigmentados.

- Labios: delgados y pegados (no colgantes), bordeados de negro al igual que la trufa (nariz) que es siempre negra.

- Papada o gorguera: bastante desarrollada pero no exagerada.

- Cuello: corto, fuerte y musculoso.

- Cuerpo: hombros muy bien colocados oblicuamente, lomo ancho y recto, ancas prominentes con la grupa ligeramente declinada; costillares más bien planos que arqueados y pecho profundo. La espina dorsal arqueada hacia arriba o hacia abajo se considera un defecto.

- Cola: larga hasta sobrepasar los corvejones, con pelaje muy abundante, en forma de palma o abanico, la mantiene baja en estado de reposo y la levanta (no llegando nunca a completar un círculo) cuando está en estado de atención o alerta.

- Pelaje: abundante y espeso (lanudo), de pelos fuertes, puede ser lacio o ligeramente ondulado.

## Cualidades

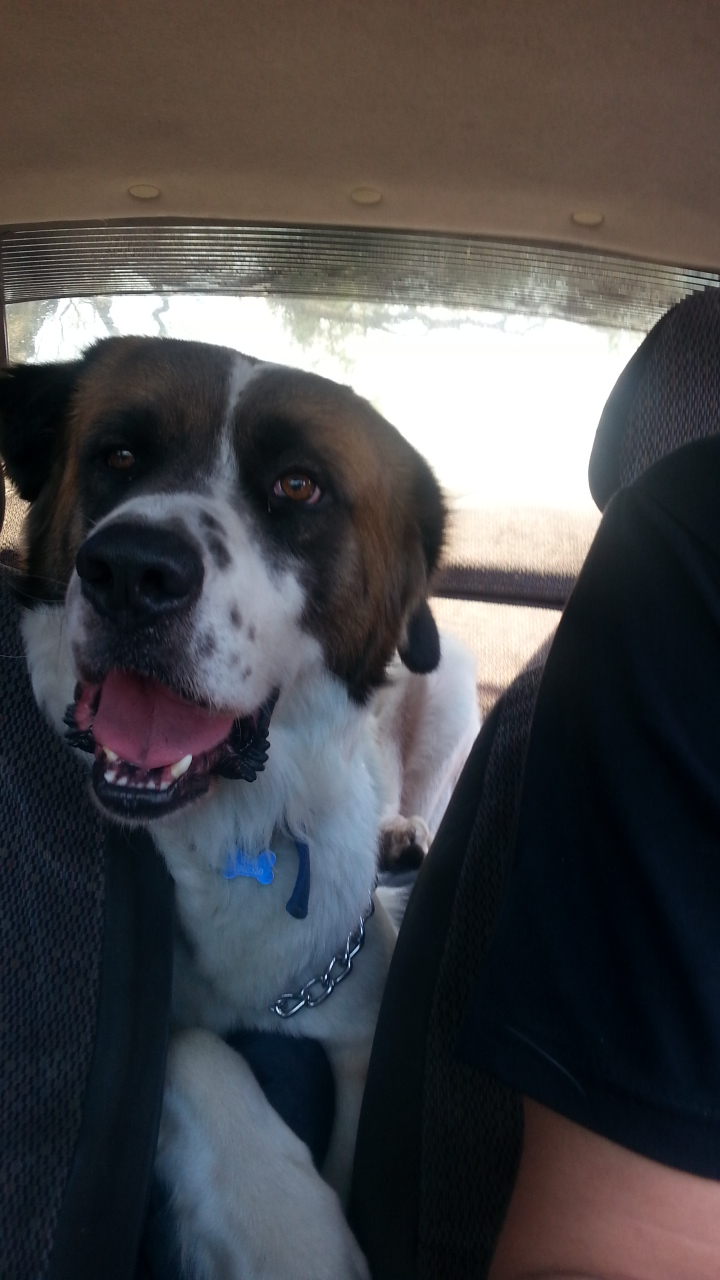
Un mucuchíes de paseo en vehículo

El perro mucuchíes fue en sus orígenes un perro pastor de rebaños y un perro guardián. La primera cualidad la perdió por la escasez de rebaños en los páramos andinos, pero en cambio conservó la cualidad de guardián. Tiene un carácter fuerte, es muy activo, es manso y amoroso con los que le son familiares pero reacciona violentamente contra cualquier extraño, a menos que se le enseñe con una voz de mando a respetar a las personas que se le indiquen.
- Siempre deben presentar espolón doble en las patas traseras y una sencilla en las delanteras.

### Temperamento
El mucuchíes es un perro muy afectuoso, inteligente y muy activo. Socializar y entrenamiento es necesario. Ellos pueden ser agresivos con extraños.

### Cuidado
Este perro debe de ser sacado a pasear todos los días, siendo una caminata larga o trote. Además de una amplia zona de donde puedan correr y jugar. No es necesario mucho aseo, en cuanto a alimentación deben comer 3 veces durante la etapa de cachorro y dos durante la etapa adulta.